# Bob Cortner
Robert Charles "Bob" Cortner (Redlands, Californië, 16 april 1927 - Indianapolis, Indiana, 19 mei 1959) was een Amerikaans autocoureur.
Hij schreef zich tweemaal in voor de Indianapolis 500, in 1958 en 1959. Beide edities waren onderdeel van het Formule 1-kampioenschap, maar beide keren wist hij zich niet te kwalificeren. Cortner verongelukte tijdens de trainingen van de race in 1959 doordat een windvlaag tegen zijn auto aanblies in bocht 3, waardoor hij de muur invloog en overleed. Twee dagen eerder overleed Jerry Unser ook al tijdens een ongeluk op de baan.